# Банківський скандал у Молдові
Банківський скандал у Молдові — скандал, який виник в 2014 році коли з трьох великих молдовських банків зник 1 мільярд доларів: Banca de Economii, Unibank та Banca Socială. Це була скоординована схема, в якій брали участь три банки. Схема була направлена на витягнення якомога більшого обсягу коштів із системи позик. Ілан Шор, 28-річний молдавський підприємець та нинішній мер Оргея, започаткував цю аферу. Шор був головою правління в Banca de Economii (Ощадний банк) до 28 листопада 2014 року.
Кошти на суму в 1 мільярд доларів були перераховані на рахунки фіктивних компаній у Великій Британії та Гонконзі, які використовувались для приховування реальних власників активів, а потім переведені на банківські рахунки в Латвії на ім'я різних іноземців. 
Загальний збиток від цієї шахрайської схеми еквівалентний 12% ВВП Молдови.
Була застосована схема "каруселі запозичень", коли кредити в одному банку погашались кредитами від іншого. Масове розширення банківського кредитування фінансувалося великими запозиченнями від російських компаній. 
Під час парламентських слухань, на яких розбирали цей випадок, заступник директора Служби інформації та безпеки Молдови Вадим Врабі заявив, що президент Ніколае Тімофті з 2013 року знав про махінації в банках Banca de Economii, Banca Socială та Unibank. 

## До 2012 року
В 2005-2008 роках фінансово-банківське законодавство було суттєво змінено спеціальною комісією Парламенту на чолі з Олегом Рейдманом, так само як і статут Національного банку Молдови в частині щодо нагляду за банківським сектором та відстеженням фінансових потоків. Ці зміни послабили банківську систему та піддали її ризику шахрайської діяльності. 
В 2007-2009 роках Banca de Economii розширив свою кредитну діяльність. Значна частина кредитів, наданих на той момент, не була відшкодована пізніше в 2011 році. В червні 2012 року Молдовський антикорупційний центр отримав запит на розслідування залучення установ, зареєстрованих в Молдові, в схемах відмивання грошей на регіональному і міжнародному рівні, після того як справа Сергія Магнітського набула розголосу.

## Серпень 2012 - листопад 2014 року
У цей період у цих трьох банків змінилися акціонери. Із серпня 2012 року право власності на Unibank було передано підставним особам, а також політичним діячам та особам близьким до Ілана Шора. В 2013 році Ілан Шор придбав Banca de Economii.
Щоб сприяти збільшенню обсягів кредитування молдовських організацій, банки, очевидно, скоординувались для збільшення наявної ліквідності. Також були використані гроші Державної медичної страхової компанії. В червні 2012 року Державна медична страхова компанія на чолі з Мірчею Бугою внесла 140 мільйонів леїв на рахунки Unibank, а потім не могла зняти депозит в розмірі 115 мільйонів леїв з Unibank аж до січня 2015 року. Цей факт спричинив заборгованість у розмірі 102 мільйонів леїв перед лікарнями та гострий дефіцит медикаментів взимку 2014-2015 років.
Банки значно розширили обсяги кредитування, набагато більше, ніж це би дозволяти резерви капіталу. Згідно з доповіддю Міжнародного валютного фонду, нормативний капітал Banca de Economii в 2012 році зменшився в десять разів, тоді як частка прострочених кредитів зросла приблизно на 1 млрд леїв. Ринкова вартість його акцій за рік знецінилася з 30 до 14 леїв. 
В трьох банках, які брали участь у шахрайській діяльності, в 2010, 2011 та 2013 роках проводив аудит молдовський офіс «Grant Thornton International». Жоден звіт не вказував на проблеми в діяльності банків.

## Листопад 2014 року
За тиждень, що передував парламентським виборам в Молдові 2014 року, з трьох банків було вилучено понад 750 мільйонів доларів лише за три дні між 24 та 26 листопада. Фургон, що належав компанії Klassica Force, якою володів Ілан Шор, перевозячи 12 мішків банківських файлів, був викрадений та спалений 27 листопада. Записи багатьох транзакцій були видалені з комп'ютерів банків. 26 листопада 2014 року банки оголосили про банкрутство і пізніше були передані під спеціальне управління Національного банку Молдови. 27 листопада уряд Молдови на чолі з прем'єр-міністром Юріє Лянке вирішив таємно надати трьом банкам екстренні позики на суму 870 мільйонів доларів, коштом державних резервів. Це створило дефіцит державних фінансів у Молдові, еквівалентний восьмій частині ВВП країни. 

## Звіт аудиторської компанії «Kroll»
28 січня 2015 року Національний банк Молдови найняв американську аудиторську компанію «Kroll» для проведення розслідування шахрайства. 
Аудитори перевірили операції зі зниклими в листопаді 2014 коштами в трьох банках. Звіт документує, як компанії, пов'язані з Іланом Шором, поступово взяли під контроль банки, а потім, скоріш за все, видавали масові позики афілійованим компаніям. Аудитори дійшли висновку, що між 24 та 26 листопада 2014 року три банки передали щонайменше 13.5 мільярдів леїв п'яти молдовським компаніям, підконтрольним Ілану Шору.
Доповідь компанії «Kroll», хоч і мала бути конфіденційною, була оприлюднена для громадськості спікером парламенту Молдови Андріаном Канду в травні 2015 року. 

## Залученість молдовських банків
Молдовські банки вже давно відомі своєю участю у великих схемах відмивання грошей, відомих під назвою «Російська пральня», і ці схеми існували задовго до 2014 року. Російські та українські державні чиновники, регіональні організовані злочинні групи та регіональний бізнес давно використовують молдавські банки для відмивання десятків мільярдів доларів і переведення їх в Західну Європу. В період з 2010 до початку 2014 року організовані злочинці та корупціонери в Росії перемістили брудні кошти обсягом в 20 мільярдів доларів через офшорні компанії, банки, фальшиві позики та проксі-агенти. Суди в Республіці Молдова визнали цей процес чистим, а гроші розповсюджувалися по всій Європі.

## Залучення латвійських банків
До афери був залучений ряд латвійських банків. Латвійські банки, зазначені у звіті: ABLV Bank, ПриватБанк (латиське відділення) та Latvijas Pasta Bank. 
Восени 2016 року двоє латвійських посадовців, Айнар Латковскіс (голова Комітету з питань оборони, внутрішніх справ та боротьби з корупцією Сейму) та Солвіта Аболтиня (голова Комітету національної безпеки) були викликані до США, де Державний департамент та казначейство недвозначно їм вказали на те, що Латвії потрібно навести порядок в банківській сфері.
В листопаді 2015 року латвійський банківський регулятор виніс ПриватБанку суворе покарання за відмивання грошей, а саме штраф у розмірі 2 016 830 євро, звільнення його генерального директора та відповідального члена ради директорів, а також персональні штрафи для членів ради директорів.
ABLV Bank та ПриватБанк були серед шести банків, названих латвійською владою в липні 2012 року як такі, що отримали кошти прямо чи опосередковано за нелегальне повернення податків на суму в 230 мільйонів доларів, що викрив покійний Сергій Магнітський.

## Політичні наслідки для Молдови
Скандал став політично чутливою темою, оскільки в ньому брали участь відомі політики та бізнесмени, зокрема Влад Філат, колишній прем'єр-міністр Молдови та засновник проєвропейської Ліберально-демократичної партії Молдови. Банківське шахрайство на 1 мільярд доларів поставило під загрозу проєвропейський уряд та сприяло зменшенню популярності євроінтеграції серед молдован. В квітні 2015 року опитування показало, що лише 32% молдаван виступають за вступ євроінтеграцію, що на 46% менше, ніж 78% в 2007 році.
В березні 2015 року віцеголова Національного банку Молдови Емма Табарта, а також Артур Ґерман, президент Національної комісії з фінансових ринків, були звільнені зі своїх посад. Рішення було прийнято в парламенті за закритими дверима на засіданні, яке тривало понад вісім годин. Наступний голова Національного банку Дорін Драґуцану подав у відставку у вересні 2015 року, звинувативши політиків у втручанні в розслідування шахрайства. В жовтні 2015 року уряд Валерія Стрельця був відправлений у відставку парламентом після менш ніж трьох місяців на роботи.
Як реакція на зникнення 1 мільярда доларів, в лютому 2015 року був створений рух громадян «Гідність і правда» (рум. Dreptate și Adevăr). Рух організував серію вуличних демонстрацій, флешмобів, сидячих протестів та пікетів, відомих як Протести проти корупції в Молдові. 
До протестів, організованих рухом «Гідність і правда», приєдналися проросійські симпатики, які сформували окремий табір. Обидва табори вимагали засудження корумпованих олігархів та дострокових виборів.

## Політичні наслідки для Латвії
Крістапс Закуліс, який протягом чотирьох років очолював Комісію з питань фінансового та ринкового капіталу, фінансовий регуляторний орган Латвії, подав у відставку на тлі зростаючої критики щодо того, що в січні 2016 року він не вжив достатньо жорстких заходів щодо відмивання грошей в банківському секторі країни.

## Кримінальне переслідування

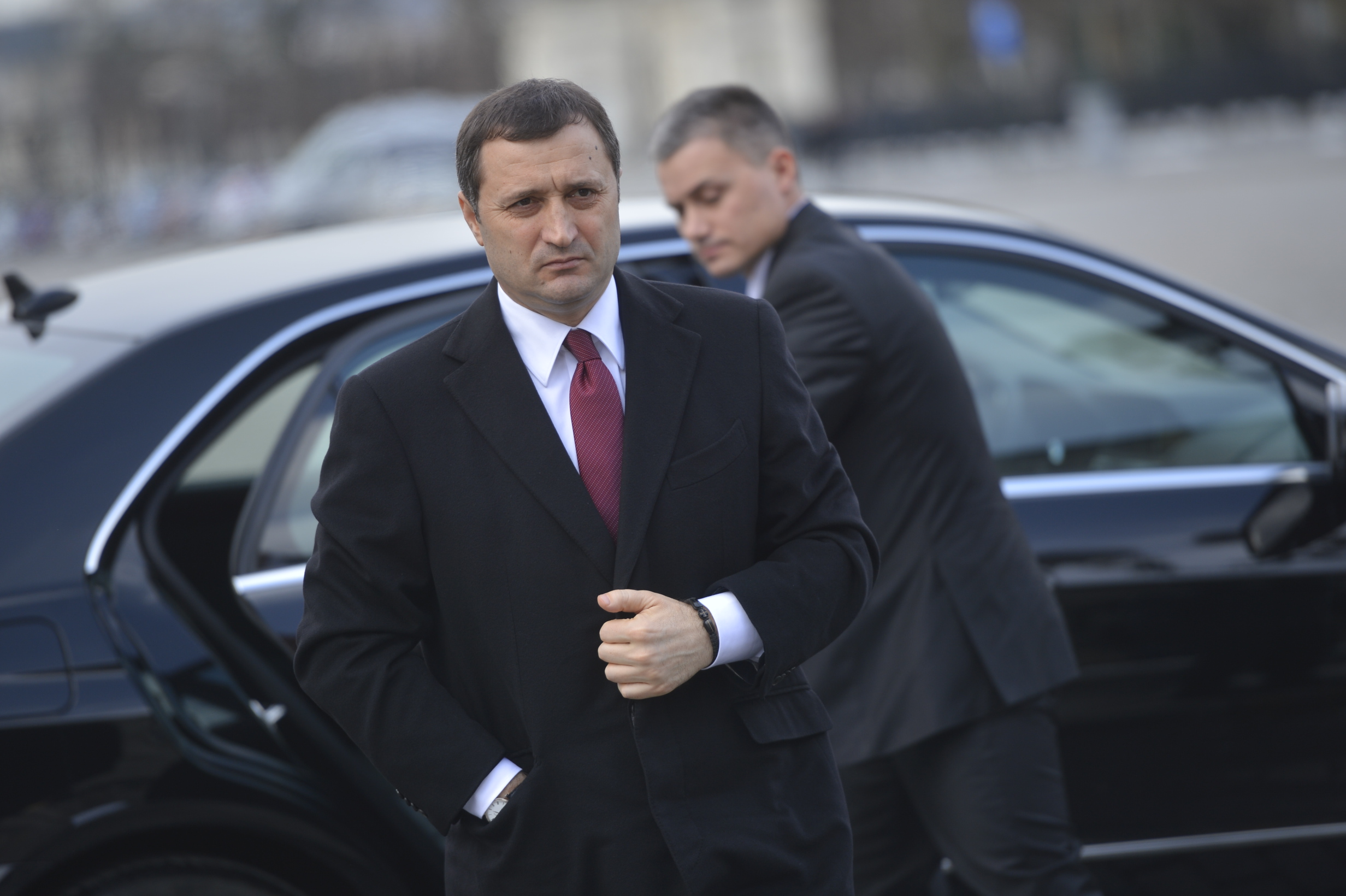
Колишній прем'єр-міністр Влад Філат був заарештований 15 жовтня 2015 року за причетність до скандалу з банківським шахрайством.

Станом на кінець жовтня 2015 року було розпочато щонайменше 44 кримінальні справи щодо невиконання зобов'язань за кредитами, виданими трьома банками. 
Ілан Шор був поміщений під домашній арешт 6 травня 2015 року та звинувачений у "зловживанні службовим становищем під час управління банком". Однак це не завадило йому балотуватися на посаду мера місті Оргіїв в червні 2015 року. В лютому 2019 Ілан Шор був обраний членом парламенту. 
Влада Філата позбавили недоторканності та прямо в парламенті наділи на нього наручники 15 жовтня 2015 року. 18 жовтня 2015 року Філата було поміщено на попереднє ув'язнення на 30 днів, 11 листопада термін ув'язнення було продовжено ще на 30 днів. 22 жовтня 2015 року Денис Уречі, менеджер ProAcvaCom, був визнаний винним у поданні до Banca de Economii неправдивих земельних оцінювань для отримання позики в розмірі 1.9 мільйонів доларів в жовтні 2011 року. 
Іон Русу, менеджер компанії «Caravita Co. Business Estate Investments», був засуджений до п'яти років позбавлення волі за використання компанії для відмивання коштів та вчинення шахрайства. Русу зізнався, що здійснював фіктивні операції з наміром приховати походження 3.12 мільйонів доларів, викрадених з Banca de Economii. 
Русу є зятем Влада Філата, колишнього прем'єр-міністра Молдови, і стверджував, що Філат є справжнім власником двох компаній.
Суд у Кишиневі 27 червня визнав Влада Філата винним у зловживанні службовим становищем та в корупції. Він був засуджений до дев'яти років у в'язниці за звинуваченням у корупції, позбавлений державної нагороди та йому було заборонено обіймати державні посаду протягом п'яти років.
В'ячеслав Платон, колишній депутат Парламенту Молдови, був виданий Молдові Україною в серпні 2016 року після того, як молдовські прокурори звинуватили його в участі у схемі з обкрадання молдовських банків на 1 мільярд доларів. Йому інкримінують крадіжку понад 40 мільйонів доларів з Banca de Economii.
У вересні 2016 року співробітники Національного антикорупційного центру заарештували 15 колишніх та діючих суддів та 3 судових приставів, висунувши їм звинувачення у причетності до участі в шахрайській схемі.

## Міжнародні реакції
- Петрас Ауштревічюс, член Європейського парламенту, заявив щодо кризи довіри до Молдови: "Вкрасти мільярд доларів! ... Треба багато мішків щоб переносити такі гроші ... Я сподіваюся, що імена осіб причетних до цього будуть оприлюднені ... Корупція в Молдові є політичною хворобою, хворобою яка стала систематичною і яка зачіпає всі рівні влади ... вона знищує країну зсередини".[32]
- Піркка Тапіола, посол ЄС в Молдові, під час пресконференції сказав: "Я не маю вам відповідати як це можливо вкрасти стільки грошей в такій маленькій країні".
- Шейла Джексон Лі, членкиня Конгресу, заявила: "Я закликаю адміністрацію та Конгрес провести розслідування щоб з'ясувати чи є якісь кошти національних банків країн колишнього Радянського Союзу, які вкрадені або використовуються, свідомо чи несвідомо, для фінансування терористичних організацій".
- Румунія запропонувала Молдові екстренну економічну допомогу та позику в розмірі 65 мільйонів доларів. Прем'єр-міністр Румунії Дачіан Чолош сказав, що щоб отримати гроші, Молдова має реформувати свою судову систему, боротися із корупцією, підписати чернетку угоди із Міжнародним валютним фондом про отримання позики та призначити нового голову Національного банку.

У відповідь на скандал із банківським шахрайством на мільярд доларів, Європейський Союз, Міжнародний валютний фонд та Світовий банк заморозили фінансову допомогу Молдові.